# Chân gà

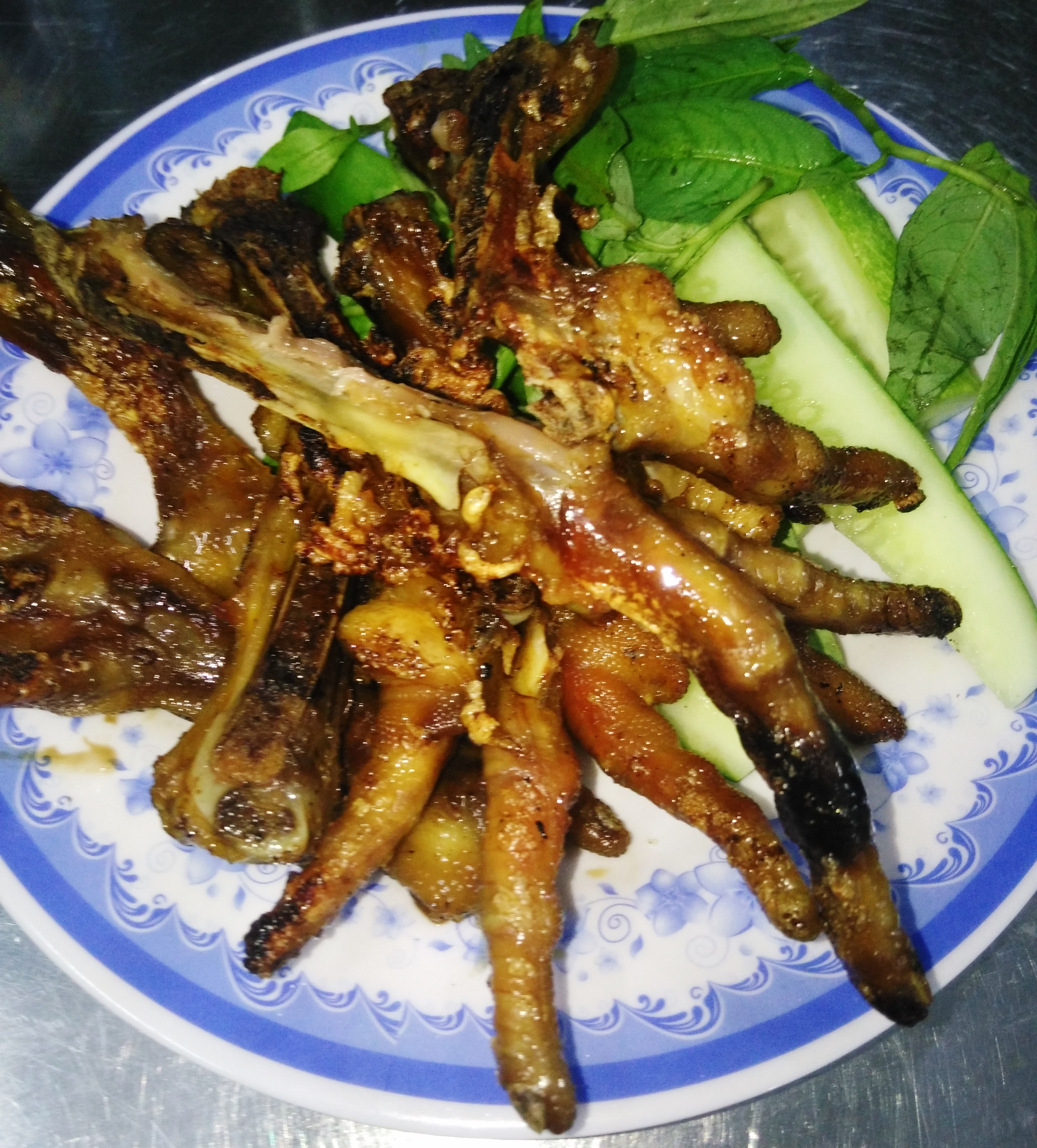
Một dĩa chân gà nướng ở đường Kênh Nước Đen thuộc Bình Hưng Hòa A

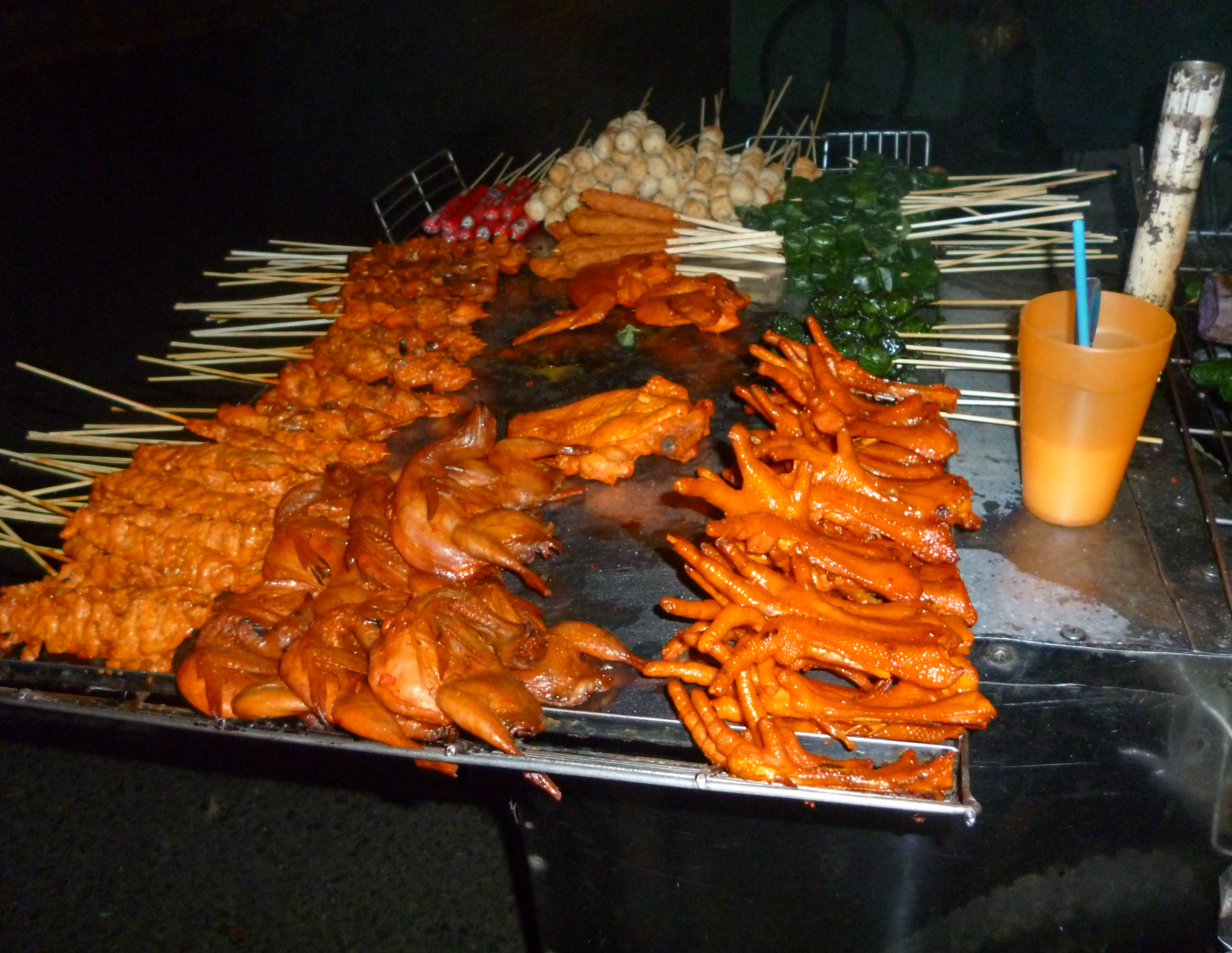
Chân gà nướng tại Đà Lạt năm 2012

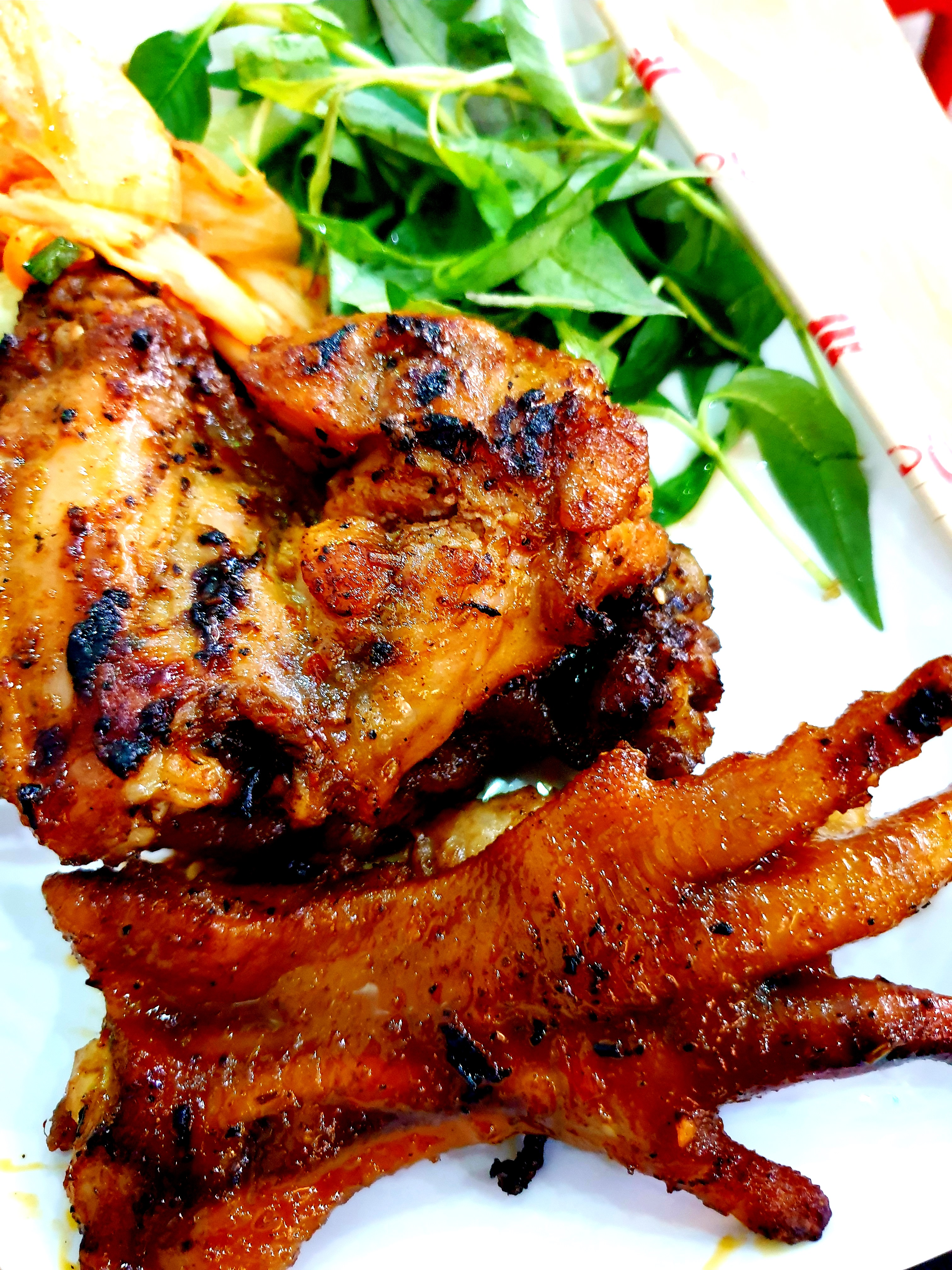
Món chân gà nướng

Chân gà là một món ăn được chế biến từ nguyên liệu là những chiếc chân gà bằng các phương pháp như nướng hay luộc. Chân gà nướng được tẩm ướp trước khi nướng và ăn kèm với các loại rau sống. Đây là một món đặc sản trong ẩm thực Việt Nam và là một trong những thức ăn đường phố mang tính bình dân khoái khẩu. Chân gà nướng cũng là món đặc sản của nhiều nước trên thế giới như Trung Quốc (ở Trung Quốc gọi là Phượng trảo - 鳯爪 hay Kê trảo - 鷄爪), Hàn Quốc, México, Châu Phi, Trung Đông.

## Tiêu dùng
Chân gà nướng thường được bán tại một số quán ăn ven đường và là nơi dừng chân của nhiều thực khách bởi mùi thơm từ các món ăn lan tỏa hấp dẫn.Nét đặc biệt trong cách thưởng thức mà không hề dùng bát, đĩa hay đũa. Thực khách sử dụng chính ngón tay của mình khi ăn để cảm nhận vị thơm, giòn, béo ngậy trong từng chiếc chân gà. Bản thân chân gà  đã chứa đựng vị béo ngậy, thơm ngon, nhưng nếu khi ăn mà không chấm với tương ớt hay ăn kèm với dưa chuột, muối tiêu và rau răm hẳn sẽ làm mất đi mùi vị riêng của món ăn đặc biệt này.. Hiện nay, món chân gà được chế biến, rút xương và đóng bao bì bày bán ở siêu thị như một món ăn vặt vui miệng